# Pseudocilibe asidaeformis
Pseudocilibe asidaeformis là một loài bọ cánh cứng trong họ Tenebrionidae. Loài này được Fauvel miêu tả khoa học đầu tiên năm 1904.